# Rally de La Nucía-Mediterráneo de 2020
El Rally de La Nucía-Mediterráneo de 2020 fue la 26.ª edición y la cuarta ronda de la temporada 2020 del Campeonato de España de Rally y del Súper Campeonato de España de Rally. Se celebró entre el 6 y el 7 de noviembre y contó con un itinerario de ocho tramos que sumaban un total de 128,08 km cronometrados.

## Itinerario
| Día   | Tramo | Nombre                | Distancia | Hora  | Ganador             | Tiempo    | Líder               |
| ----- | ----- | --------------------- | --------- | ----- | ------------------- | --------- | ------------------- |
| Día 1 | TC1   | Alcoleja-Penáguila    | 20,88 km  | 08:35 | José Antonio Suárez | 12:00.2   | José Antonio Suárez |
| Día 1 | TC2   | Benasau-Tomás Ortiz   | 14,17 km  | 09:09 | Jan Solans          | 9:01.9    | José Antonio Suárez |
| Día 1 | TC3   | Alcoleja-Penáguila2   | 20,88 km  | 12:07 | Pepe López          | 11:43.3   | José Antonio Suárez |
| Día 1 | TC4   | Benasau-Tomás Ortiz 2 | 14,17 km  | 12:41 | Pepe López          | 8:49.5    | José Antonio Suárez |
| Día 1 | TC5   | Bolulla-Col de Rates  | 13,79 km  | 15:58 | José Antonio Suárez | 8:17.8    | José Antonio Suárez |
| Día 1 | TC6   | Pego-Petracos         | 18,67 km  | 17:56 | José Antonio Suárez | 11:07.9   | José Antonio Suárez |
| Día 1 | TC7   | Bolulla-Col de Rates  | 13,79 km  | 19:16 | José Antonio Suárez | 3:56.7    | José Antonio Suárez |
| Día 1 | TC8   | Pego-Petracos 2       | 18,67 km  | 20:00 | Cancelado           | Cancelado | José Antonio Suárez |

## Clasificación final
| Pos. | Piloto              | Copiloto             | Automóvil              | Tiempo    | Diferencia |
| CERA | CERA                | CERA                 | CERA                   | CERA      | CERA       |
| ---- | ------------------- | -------------------- | ---------------------- | --------- | ---------- |
| 1.   | José Antonio Suárez | Alberto Iglesias Pin | Škoda Fabia Rally2 evo | 1:05:00.5 | 0.0        |
| 2.   | Pepe López          | Borja Rozada         | Citroën C3 R5          | 1:05:14.8 | +14.3      |
| 3.   | Iván Ares           | David Vázquez        | Hyundai i20 R5         | 1:06:12.9 | +1:12.4    |
| 4.   | Surhayen Pernía     | Eduardo González     | Hyundai i20 R5         | 1:07:16.1 | +2:15.6    |
| 5.   | Luis Vilariño       | Alfredo Carballo     | Škoda Fabia R5         | 1:08:25.6 | +3:25.1    |
| 6.   | Joan Vinyes         | Jordi Mercader       | Suzuki Swift R4LLY S   | 1:08:25.9 | +3:25.4    |
| 7.   | Javier Pardo        | Adrián Pérez         | Suzuki Swift R4LLY S   | 1:08:27.5 | +3:27.0    |
| 8.   | Nil Solans          | Marc Martí           | Škoda Fabia Rally2 evo | 1:08:32.5 | +3:32.0    |
| 9.   | Alberto Monarri     | Álex Cid             | Ford Fiesta N5         | 1:09:10.9 | +4:10.4    |
| 10.  | José Luis Peláez    | Rodolfo del Barrio   | Volkswagen Polo GTI R5 | 1:09:42.0 | +4:41.5    |